# Mesophellia glareoides
Mesophellia glareoides är en svampart som beskrevs av Bougher & K. Syme 1998. Mesophellia glareoides ingår i släktet Mesophellia och familjen Mesophelliaceae.   Inga underarter finns listade i Catalogue of Life.